# 北脇可奈子
Template:基礎情報 リポーター
北脇 可奈子（きたわき かなこ、1987年10月25日 - ）は、日本のパーソナルスタイリスト。株式会社ソニー・ミュージックエンタテインメント所属。愛称はきゃなりん。

## 経歴
京都府京都市出身。大谷中学校・高等学校、上智大学文学部国文科卒業。
大学卒業後は関西に戻り、リポーター活動などを行っていた。
2016年9月に一般男性と結婚。その後は、再び上京し現在は豊洲在住。
2019年3月から、YouTubeチャンネル「channelきゃなりん」の更新を始める（それ以前にも更新されている動画はあり）。

## 人物
趣味は、パステルアート。
資格は、英検2級、アロマ検定2級、話し言葉検定1級、JADD認定ウエディングプランナーなどを所有している。
大学時代は、上智大学のミスコンにも出場した経験がある。

## 出演

### テレビ
- 「京上ル下ル」（J:COM 京都みやびじょん/関西全域で放送） (2015年 - 2017年)

### ラジオ
- 「ひらかたMaterial」 (2015年-2017年3月)（FMひらかた)